# Die Betriebswirtschaft
Die Betriebswirtschaft (DBW) war eine deutschsprachige wissenschaftliche Zeitschrift der Betriebswirtschaftslehre.
Die Zeitschrift wurde erstmals veröffentlicht 1930 als Nachfolger der Zeitschrift für Handelswissenschaft und Handelspraxis (1908–1929), anfangs führte sie daher diesen Namen als Zusatz. Im Jahr 1943 wurde die Veröffentlichung eingestellt und erst seit 1977 wurde sie wieder herausgegeben, seitdem mit dem Zusatz DBW. Sie erschien bis Ende 2016 im Schäffer-Poeschel Verlag. Mit der 6. Ausgabe 2016 wurde die Herausgabe eingestellt.
Die Zeitschrift enthielt neben wissenschaftlichen Aufsätzen und Rezensionen insbesondere auch überblicksartige Kurzbeiträge („DBW-Stichwort“), die neue Themenfelder und Forschungsgebiete einführen und strukturieren.

## Rezeption
Das Zeitschriften-Ranking VHB-Jourqual (2011) stufte die DBW in die Kategorie C ein, ebenso das Ranking VHB-Jourqual (2015).